# 1489
- Wikisource

| Calendário gregoriano                                                        | 1489 MCDLXXXIX                                        |
| Ab urbe condita                                                              | 2242                                                  |
| Calendário arménio                                                           | 938 – 939                                             |
| Calendário bahá'í                                                            | -355 – -354                                           |
| Calendário budista                                                           | 2033                                                  |
| Calendário chinês                                                            | 4185 – 4186 Início a 1 de fevereiro (aproximadamente) |
| Calendário copta                                                             | 1205 – 1206                                           |
| Calendário etíope                                                            | 1481 – 1482                                           |
| Calendários hindus - Vikram Samvat - Calendário nacional indiano - Cáli Iuga | 1544 – 1545 1410 – 1411 4589 – 4590                   |
| Calendário Holoceno                                                          | 11489                                                 |
| Calendário islâmico                                                          | 894 – 895                                             |
| Calendário judaico                                                           | 5249 – 5250                                           |
| Calendário persa                                                             | 867 – 868                                             |
| Calendário rúnico                                                            | 1739                                                  |
| Calendário solar tailandês                                                   | 2032                                                  |

1489 (MCDLXXXIX, na numeração romana) foi um ano comum do século XV do Calendário Juliano, da Era de Cristo, e a sua letra dominical foi D (53 semanas), teve início a uma quinta-feira e terminou também a uma quinta-feira.
| Ano completo                        |
| ----------------------------------- |
| Ano comum com início à quinta-feira |

## Eventos
- O reino de Chipre é vendido à República de Veneza
- Primeira epidemia de tifo na Europa flagela a Espanha
- Convite do rei D. João II aos donatários do arquipélago da Madeira para se deslocarem à Corte e assistirem à festa do Príncipe D. Afonso
- A construção da Capela de S. Roque em Machico por ocasião da peste que assolava a vila.
- Fundação da povoação do Caniçal por Vasco Moniz.
- 1 de Junho - Doação da ilha Terceira e da ilha Graciosa ao 4º Duque de Beja, e futuro rei Manuel I de Portugal.

## Nascimentos
- 2 de julho - Thomas Cranmer, Arcebispo de Canterbury sob Henrique VIII (m. 1556)
- 28 de novembro - Margaret Tudor (filha de Henrique VII da Inglaterra)
- Antonio da Correggio, pintor italiano (m. 1534).
- Nascimento do 4º Capitão do donatário do Funchal, João Gonçalves da Câmara.

## Mortes
- 26 de abril - Ashikaga Yoshihisa, xogum de Ashikaga.